# Darthuizen
Darthuizen is een voormalige heerlijkheid, gemeente en een buurtschap in de gemeente Utrechtse Heuvelrug, in de Nederlandse provincie Utrecht. De buurtschap is gelegen vlak bij Doorn en vooral Leersum, ten zuiden van de N225, aan de rand van de Utrechtse Heuvelrug, op de grens van bos en landbouwgebied.
Darthuizen was tot 1857 een eigen gemeente, totdat het dat jaar tot de gemeente Leersum ging behoren. Een bekende heer van Darthuizen was in de 16e eeuw Willem van Zuylen van Nijevelt. Tot 2013 was jkvr. Agnies Pauw van Wieldrecht (1927-2013) vrouwe van Darthuizen.
Op de helling van de Donderberg ligt naast de Graftombe van Nellesteyn de begraafplaats van Darthuizen die tussen 1828 en 1898 in gebruik is geweest. Ten noorden van Darthuizen ligt aan de overzijde van de N225 de Darthuizerberg en de Darthuizerpoort.

## Geboren in Darthuizen
- Christiaan Frederik Mali (6 oktober 1832), Duits schilder